# ستروپیشن (استان اشوی‌داشکسیه)
ستروپیشن (به لهستانی: Stropieszyn) یک منطقهٔ مسکونی در لهستان است که در گمینا چارنوچین (استان اشوی‌داشکسیه) واقع شده‌است.